# Cadre-47/2-Europameisterschaft der Junioren 1993/94
Die Cadre-47/2-Europameisterschaft der Junioren 1994 war das 18. Turnier in dieser Disziplin des Karambolagebillards und fand vom 22. bis zum 24. April 1993 in Herentals statt. Die Meisterschaft zählte zur Saison 1993/94.

Logo CEB (ausrichtender Verband)

## Geschichte
Jérôme Galerne siegte in Herentals bei seiner ersten Teilnahme bei einer Junioren-EM im Cadre 47/2. Er ist damit der erste Franzose der dieses Turnier gewinnen konnte. Platz zwei und drei gingen an Mario van Gompel und Xavier Carrer.

## Modus
Gespielt wurde eine Vorrunde im Round-Robin-Modus, danach eine Knock-out-Runde  bis 200 Punkte oder 20 Aufnahmen.
Platzierung in den Tabellen bei Punktgleichheit:
1. GD = Generaldurchschnitt
2. HS = Höchstserie

## Vorrunde
| Abschlusstabelle Gruppe A | Abschlusstabelle Gruppe A | Abschlusstabelle Gruppe A | Abschlusstabelle Gruppe A | Abschlusstabelle Gruppe A | Abschlusstabelle Gruppe A | Abschlusstabelle Gruppe A | Abschlusstabelle Gruppe A | Abschlusstabelle Gruppe A |
| Platz                     | Name                      | MP                        | Pkte                      | Aufn.                     | GD                        | BED                       | HS                        |                           |
| ------------------------- | ------------------------- | ------------------------- | ------------------------- | ------------------------- | ------------------------- | ------------------------- | ------------------------- | ------------------------- |
| 1                         | Xavier Carrer             | 5:1                       | 600                       | 27                        | 22,22                     | 33,33                     | 89                        |                           |
| 2                         | Xavier Gretillat          | 4:2                       | 427                       | 19                        | 22,47                     | 40,00                     | 133                       |                           |
| 3                         | Guy Wolff                 | 2:4                       | 311                       | 42                        | 7,40                      | 12,13                     | 43                        |                           |
| 4                         | Michael Mikkelsen         | 1:5                       | 351                       | 32                        | 10,96                     | 28,57                     | 76                        |                           |

| Abschlusstabelle Gruppe B | Abschlusstabelle Gruppe B | Abschlusstabelle Gruppe B | Abschlusstabelle Gruppe B | Abschlusstabelle Gruppe B | Abschlusstabelle Gruppe B | Abschlusstabelle Gruppe B | Abschlusstabelle Gruppe B | Abschlusstabelle Gruppe B |
| Platz                     | Name                      | MP                        | Pkte                      | Aufn.                     | GD                        | BED                       | HS                        |                           |
| ------------------------- | ------------------------- | ------------------------- | ------------------------- | ------------------------- | ------------------------- | ------------------------- | ------------------------- | ------------------------- |
| 1                         | Patrick Andre             | 6:0                       | 600                       | 28                        | 21,42                     | 40,00                     | 101                       |                           |
| 2                         | Marek Faus                | 4:2                       | 553                       | 37                        | 14,94                     | 18,18                     | 102                       |                           |
| 3                         | Juan Carlos Pareras       | 2:4                       | 425                       | 44                        | 9,65                      | 10,62                     | 63                        |                           |
| 4                         | Mario Broeders            | 0:6                       | 476                       | 41                        | 11,60                     | -                         | 74                        |                           |

| Abschlusstabelle Gruppe C | Abschlusstabelle Gruppe C | Abschlusstabelle Gruppe C | Abschlusstabelle Gruppe C | Abschlusstabelle Gruppe C | Abschlusstabelle Gruppe C | Abschlusstabelle Gruppe C | Abschlusstabelle Gruppe C | Abschlusstabelle Gruppe C |
| Platz                     | Name                      | MP                        | Pkte                      | Aufn.                     | GD                        | BED                       | HS                        |                           |
| ------------------------- | ------------------------- | ------------------------- | ------------------------- | ------------------------- | ------------------------- | ------------------------- | ------------------------- | ------------------------- |
| 1                         | Mario van Gompel          | 6:0                       | 600                       | 24                        | 25,00                     | 33,33                     | 128                       |                           |
| 2                         | Jérôme Galerne            | 4:2                       | 496                       | 28                        | 17,71                     | 40,00                     | 139                       |                           |
| 3                         | Stefan Hetzel             | 2:4                       | 332                       | 27                        | 12,29                     | 12,50                     | 56                        |                           |
| 4                         | Roger Dahmen              | 0:6                       | 283                       | 39                        | 7,25                      | -                         | 62                        |                           |

| Abschlusstabelle Gruppe D | Abschlusstabelle Gruppe D | Abschlusstabelle Gruppe D | Abschlusstabelle Gruppe D | Abschlusstabelle Gruppe D | Abschlusstabelle Gruppe D | Abschlusstabelle Gruppe D | Abschlusstabelle Gruppe D | Abschlusstabelle Gruppe D |
| Platz                     | Name                      | MP                        | Pkte                      | Aufn.                     | GD                        | BED                       | HS                        |                           |
| ------------------------- | ------------------------- | ------------------------- | ------------------------- | ------------------------- | ------------------------- | ------------------------- | ------------------------- | ------------------------- |
| 1                         | Franky Spitaels           | 6:0                       | 600                       | 13                        | 46,15                     | 50,00                     | 145                       |                           |
| 2                         | Arnim Kahofer             | 4:2                       | 505                       | 15                        | 33,66                     | 66,66                     | 111                       |                           |
| 3                         | Uwe Kerls                 | 2:4                       | 305                       | 18                        | 19,94                     | 18,18                     | 78                        |                           |
| 4                         | Pierre-Alain Rech         | 0:6                       | 294                       | 24                        | 12,25                     | -                         | 84                        |                           |

## Finalrunde
|  | Viertelfinale 200/20 | Viertelfinale 200/20 |                        |                       | Halbfinale 200/20   | Halbfinale 200/20  |  |  | Finale 200/20 | Finale 200/20 |
|  |                      |                      |                        |                       |                     |                    |  |  |               |               |
|  |                      |                      |                        |                       |                     |                    |  |  |               |               |
|  | Xavier Carrer        | 2:0/200/3/66,66/100  |                        |                       |                     |                    |  |  |               |               |
|  | Xavier Carrer        | 2:0/200/3/66,66/100  |                        |                       |                     |                    |  |  |               |               |
|  | Arnim Kahofer        | 0:2/18/3/6,00/12     |                        |                       |                     |                    |  |  |               |               |
|  | Arnim Kahofer        | 0:2/18/3/6,00/12     | Xavier Carrer          | 0:2/200(3)/10/20,00/? |                     |                    |  |  |               |               |
|  |                      |                      | Xavier Carrer          | 0:2/200(3)/10/20,00/? |                     |                    |  |  |               |               |
|  |                      | Mario van Gompel     | 2:0/200(20)/10/20,00/? |                       |                     |                    |  |  |               |               |
|  | Mario van Gompel     | Mario van Gompel     | 2:0/200(20)/10/20,00/? | 2:0/200/8/25,00/67    |                     |                    |  |  |               |               |
|  | Mario van Gompel     |                      |                        | 2:0/200/8/25,00/67    |                     |                    |  |  |               |               |
|  | Marek Faus           | 0:2/98/8/12,25/25    |                        |                       |                     |                    |  |  |               |               |
|  |                      |                      | Mario van Gompel       | 0:2/162/5/32,40/94    |                     |                    |  |  |               |               |
|  |                      |                      |                        | Jérôme Galerne        | 2:0/200/5/40,00/102 |                    |  |  |               |               |
|  | Patrick Andre        | 0:2/39/3/13,00/36    |                        |                       |                     |                    |  |  |               |               |
|  | Jérôme Galerne       | 2:0/200/3/66,66/103  |                        |                       |                     |                    |  |  |               |               |
|  | Jérôme Galerne       | 2:0/200/3/66,66/103  | Jérôme Galerne         | 2:0/200/9/22,22/99    |                     |                    |  |  |               |               |
|  |                      |                      | Jérôme Galerne         | 2:0/200/9/22,22/99    | Spiel um Platz 3    |                    |  |  |               |               |
|  |                      | Xavier Gretillat     | 0:2/160/9/17,77/102    |                       |                     |                    |  |  |               |               |
|  | Franky Spitaels      | Xavier Gretillat     | 0:2/160/9/17,77/102    | 0:2/35/3/11,66/25     | Xavier Carrer       | 2:0/200/8/25,00/61 |  |  |               |               |
|  | Franky Spitaels      |                      |                        | 0:2/35/3/11,66/25     | Xavier Carrer       | 2:0/200/8/25,00/61 |  |  |               |               |
|  | Xavier Gretillat     | 2:0/200/3/66,66/119  |                        | Xavier Gretillat      | 0:2/117/8/14,62/63  |                    |  |  |               |               |
|  | Xavier Gretillat     | 2:0/200/3/66,66/119  |                        |                       | 0:2/117/8/14,62/63  |                    |  |  |               |               |
|  |                      |                      |                        |                       |                     |                    |  |  |               |               |

## Endergebnis
| MP    | Match Points (Sieger = 2; Unentschieden = 1; Verlierer = 0) |
| Pkte. | Erzielte Karambolagen                                       |
| Aufn. | Benötigte Versuche                                          |
| GD    | Generaldurchschnitt                                         |
| BED   | Bester Einzeldurchschnitt eines Spielers                    |
| HS    | Höchstserie                                                 |
|       | Bester GD des Turniers                                      |
|       | Bester ED des Turniers                                      |
|       | Beste HS des Turniers                                       |
|       | 1. Platz (Gold)                                             |
|       | 2. Platz (Silber)                                           |
|       | 3. Platz (Bronze)                                           |

| Platz                      | Name                | MP   | Pkte | Aufn. | GD    | BED   | HS  |
| -------------------------- | ------------------- | ---- | ---- | ----- | ----- | ----- | --- |
| 1                          | Jérôme Galerne      | 10:2 | 1096 | 45    | 24,35 | 66,66 | 139 |
| 2                          | Mario van Gompel    | 10:2 | 1162 | 47    | 24,72 | 33,33 | 128 |
| 3                          | Xavier Carrer       | 9:3  | 1200 | 48    | 25,00 | 66,66 | 100 |
| 4                          | Xavier Gretillat    | 6:6  | 904  | 39    | 23,17 | 66,66 | 133 |
| 5                          | Franky Spitaels     | 6:2  | 635  | 16    | 39,68 | 50,00 | 145 |
| 6                          | Arnim Kahofer       | 4:4  | 523  | 18    | 29,05 | 66,66 | 111 |
| 7                          | Patrick Andre       | 6:2  | 639  | 31    | 20,61 | 40,00 | 101 |
| 8                          | Marek Faus          | 4:4  | 651  | 45    | 14,46 | 18,18 | 102 |
| 9                          | Uwe Kerls           | 2:4  | 305  | 18    | 19,94 | 18,18 | 78  |
| 10                         | Stefan Hetzel       | 2:4  | 332  | 27    | 12,29 | 12,50 | 56  |
| 11                         | Juan Carlos Pareras | 2:4  | 425  | 44    | 9,65  | 10,62 | 63  |
| 12                         | Guy Wolff           | 2:4  | 311  | 42    | 7,40  | 12,13 | 43  |
| 13                         | Michael Mikkelsen   | 1:5  | 351  | 32    | 10,96 | 28,57 | 76  |
| 14                         | Pierre-Alain Rech   | 0:6  | 294  | 24    | 12,25 | -     | 84  |
| 15                         | Mario Broeders      | 0:6  | 476  | 41    | 11,60 | -     | 74  |
| 16                         | Roger Dahmen        | 0:6  | 283  | 39    | 7,25  | -     | 62  |
| Turnierdurchschnitt: 17,24 |                     |      |      |       |       |       |     |